# Uloborus crucifaciens
Uloborus crucifaciens es una especie de araña araneomorfa del género Uloborus, familia Uloboridae. Fue descrita científicamente por Hingston en 1927.
Habita en Birmania.